# Ріміні (аеропорт)
Аеропорт Ріміні, або Міжнародний аеропорт Федеріко Фелліні (італ. Aeroporto Internazionale Federico Fellini; (IATA: RMI, ICAO: LIPR)), — міжнародний аеропорт Ріміні (Італія), розташований у Мірамаре (за 8 км від центру Ріміні), є також аеропортом для Сан-Марино (16 км від міста Сан-Марино). Аеропорт побудований в 1938 році.

## Авіалінії та напрямки, жовтень 2022
| Авіакомпанія        | Пункт призначення                                                                    |
| ------------------- | ------------------------------------------------------------------------------------ |
| Iran Air            | Сезонний: Тегеран                                                                    |
| LOT Polish Airlines | Сезонний: Варшава-Шопен                                                              |
| Lufthansa           | Сезонний: Мюнхен                                                                     |
| Luxair              | Сезонний: Люксембург                                                                 |
| Neos                | Сезонний: Марса-Алам, Родос, Шарм-ель-Шейх                                           |
| Ryanair             | Сезонний: Будапешт, Варшава-Модлін, Відень, Каунас, Краків, Лондон-Станстед, Палермо |
| Wizz Air            | Бухарест, Тирана                                                                     |

## Транспорт

### Автобус
З аеропорту Федеріко Фелліні до Ріміні курсує автобус компанії Start Romagna №9, що йде в Ріміні. Час в дорозі близько 15 хвилин. Інтервал руху — що 20 хвилин. Графік руху щодня крім неділі. У будні з 5:27 ранку до 00:49 ночі. У суботу з 6:33 до 00:49 ночі.

### Потяг
Станція Ріміні Мірамаре (італ. Rimini Miramare) розташована за 6 км від аеропорту вартість проїзду 3 Євро.

## Статистика
Див. джерело запитів Вікіданих та джерела.
| Рік  | Пасажирообіг | Зміна    | Вантажообіг | Зміна     |
| ---- | ------------ | -------- | ----------- | --------- |
| 2000 | 251.139      | ▲ 1,90%  | 4.966       | ▲ 13,40%  |
| 2001 | 224.230      | ▼ 10,70% | 5.808       | ▲ 17%     |
| 2002 | 209.598      | ▼ 6,50%  | 5.322       | ▼ 8,40%   |
| 2003 | 224.384      | ▲ 7,10%  | 3.581       | ▼ 32,70%  |
| 2004 | 354.848      | ▲ 58,10% | 3.376       | ▼ 5,70%   |
| 2005 | 283.492      | ▼ 20,10% | 2.625       | ▼ 22,20%  |
| 2006 | 324.454      | ▲ 14,40% | 2.201       | ▼ 16,20%  |
| 2007 | 498.473      | ▲ 53,60% | 1.596       | ▼ 27,50%  |
| 2008 | 434.487      | ▼ 12,80% | 1.884       | ▲ 18%     |
| 2009 | 382.932      | ▼ 11,90% | 611         | ▼ 65,80%  |
| 2010 | 552,922      | ▲ 44,40% | 400         | ▼ 36,4%   |
| 2011 | 920.641      | ▲ 66,50% | 786         | ▲ 96,50%  |
| 2012 | 795.872      | ▼ 13,60% | 745         | ▼ 5,20 %  |
| 2013 | 562.830      | ▼ 29,30% | 843,6       | ▲ 13,20%  |
| 2014 | 473.103      | ▼ 15,90% | 400,5       | ▼ 52,53%  |
| 2015 | 158.688      | ▼ 66,30% | 6           | ▼ 98,5%   |
| 2016 | 239.709      | ▲ 51,05% | 4,3         | ▼ 22,9%   |
| 2017 | 305.576      | ▲ 26.60% | 4           | ▼ 9,30%   |
| 2018 | 308.000      | ▲ 0,80%  | 34,2        | ▲ 756,20% |
| 2019 | 395.194      | ▲ 28,30% | 4,44        | ▼ 87,00%  |